# Skorpion, Panna i Łucznik
Skorpion, Panna i Łucznik – polski film psychologiczny z 1972 roku, w reżyserii Andrzeja Kondratiuka.

## Opis fabuły
Troje przyjaciół utrzymuje się z handlu obrazami na odpustach i jarmarkach. Magda, Jakub oraz „Kapucyn” wędrują autem ze swym fotograficznym atelier. Tajemniczy mężczyzna, który przyłączył się do nich, dewastuje im sprzęt. Po utracie źródła utrzymania, Jakub i „Kapucyn” usiłują sprzedać Magdę. Upokorzona dziewczyna odbiera sobie życie, zjeżdżając samochodem w przepaść. W brutalnej bójce pomiędzy Jakubem a „Kapucynem”, ten drugi ponosi śmierć.

## Obsada
- Iga Cembrzyńska – Magda
- Jan Nowicki – Jakub
- Jerzy Zelnik – Jan „Kapucyn”
- Jan Himilsbach – Mistrz
- Henrik Berth – Rudy
- Hanna Bittnerówna – Hanka

Źródło: Filmpolski.pl.